# Квінбі (Вірджинія)
Квінбі (англ. Quinby) — переписна місцевість (CDP) в США, в окрузі Аккомак штату Вірджинія. Населення — 285 осіб (2020).

## Географія
Квінбі розташоване за координатами 37°33′12″ пн. ш. 75°44′12″ зх. д. / 37.55333° пн. ш. 75.73667° зх. д. (37.553283, -75.736768).  За даними Бюро перепису населення США в 2010 році переписна місцевість мала площу 2,91 км², уся площа — суходіл.

## Демографія
Згідно з переписом 2010 року, у переписній місцевості мешкали 282 особи в 149 домогосподарствах у складі 85 родин. Густота населення становила 97 осіб/км².  Було 205 помешкань (71/км²).
Расовий склад населення:
| - 90,8 % — білих - 7,1 % — чорних або афроамериканців - 0,7 % — корінних американців |

До двох чи більше рас належало 1,1 %. Частка іспаномовних становила 3,2 % від усіх жителів.
За віковим діапазоном населення розподілялося таким чином: 11,0 % — особи молодші 18 років, 58,5 % — особи у віці 18—64 років, 30,5 % — особи у віці 65 років та старші. Медіана віку мешканця становила 59,3 року. На 100 осіб жіночої статі у переписній місцевості припадало 84,3 чоловіків;  на 100 жінок у віці від 18 років та старших — 85,9 чоловіків також старших 18 років.
За межею бідності перебувало 19,4 % осіб, у тому числі 66,7 % дітей у віці до 18 років та 8,5 % осіб у віці 65 років та старших.
Цивільне працевлаштоване населення становило 54 особи. Основні галузі зайнятості: мистецтво, розваги та відпочинок — 29,6 %, транспорт — 27,8 %, виробництво — 16,7 %, науковці, спеціалісти, менеджери — 13,0 %.